# Санабар II
Санабар II (160—175 гг. н. э.) был индо-парфянским правителем Сакастана. Санабар II правил недавно созданным царством Сакастан после раздела остатков Индо-парфянского царства на владения Сакастан и Туран. Царство Сакастан охватывает период с 160 по 230 год нашей эры. Царством Туран правил другой правитель по имени Пахар I (160—230 гг. н. э.).
Санабар II сменил в Сакастане последнего из крупных индо-парфянских царей, Санабара I, в 160 г. н. э.
Царства Туран и Сакастан прекратили своё существование, когда они подчинились сасанидскому правителю Ардаширу I около 230 г. н. э. Эти события были записаны ат-Табари, описывающим прибытие послов в Ардешир в Гор:

«Затем он [Ардашир] двинулся назад от Савада к Истахру, оттуда на восток к Сагистану, затем к Гургану, затем к Абрасару, Мерву, Балху и Хорезму до самых дальних пределов провинций Кохрасана, после чего вернулся в Мерв. После он убил многих людей и отправил их головы в огненный храм Анахед, он вернулся из Мерва в Парс и поселился в Горе. Тогда к нему пришли послы царя Кушанского, царей Туранского и Мекрана с заявлениями о своей покорности».— ат-Табари